# Crotalaria stenopoda
Crotalaria stenopoda är en ärtväxtart som beskrevs av Baker f.. Crotalaria stenopoda ingår i släktet sunnhampor, och familjen ärtväxter. Inga underarter finns listade i Catalogue of Life.